# Strafgesetzgebung (Indien)
Die Strafgesetzgebung Indiens umfasst die Gesetze, die die das gerichtliche Verfahren und die Bestrafung von kriminellen Handlungen in Indien betreffen.

## Geschichte
1829 verbot die britische Kolonialregierung nach erfolglosen Versuchen der Reglementierung die Witwenverbrennung.
Die Strafgesetzgebung Indiens ist in drei zentrale Gesetze geteilt: Indian Penal Code („Strafgesetzbuch“), 1860; Code of Criminal Procedure („Strafprozessordnung“), 1973 und den Indian Evidence Act („Indisches Beweismittelgesetz“), 1872.
Es gibt darüber hinaus noch eine Vielzahl anderer Gesetze, die Straftaten betreffen, wie etwa den Prevention of Corruption Act („Anti-Korruptions-Gesetz“).
Der Indian Penal Code wurde unter dem Vorsitz von Lord Macaulay erarbeitet, 1860 erlassen und 1862 in Kraft gesetzt – als Indien Teil des British Empire war. Lord Macaulay verfasste besondere Erläuterungen für die Bevölkerung Indiens, damit diese das Gesetz nicht als generell gegen sie gerichtet ansähe und auch nicht annehmen sollten, dass die Todesstrafe gegen ihre Interessen gerichtet sei. Ursprünglich galt der Penal Code nur in denjenigen Teilen Indiens, die der britischen Direktverwaltung unterstanden, und nicht in den autonomen Fürstentümern, die über eigene Gesetze verfügten. Nach der Unabhängigkeit Indiens wurde seine Geltung aber auf das ganze Land ausgedehnt.
Die Geschworenengerichte wurden 1960 mit der Begründung abgeschafft, sie seien empfänglich für den Einfluss der Medien und der öffentlichen Meinung. Diese Entscheidung beruhte auf dem Freispruch von Kawas Nanavati im Prozess von K. M. Nanavati gegen den Bundesstaat Maharashtra, der von höheren Gerichten aufgehoben wurde.
Die Todesstrafe ist in Indien gesetzlich erlaubt, wird aber selten vollstreckt. Praktizierte Homosexualität ist in Indien seit der Zeit von Königin Victoria strafbar, eine Suspendierung der Strafnorm durch den Delhi High Court aus dem Jahr 2009 wurde 2013 vom Supreme Court kassiert.
2023 brachte die indische Regierung von Narendra Modi eine revidierte Strafgesetzgebung ins Parlament. Rechtsexperten sind sich allerdings uneins, ob dieses eine wirkliche Reform darstellt oder vor allem ein symbolischer Akt der Dekolonisierung ist, da zahlreiche Bestimmungen des von den Briten erlassenen Strafgesetzbuches unverändert bleiben sollen.